# Пилкохвіст лісовий
Пилкохвіст лісовий (Poecilimon schmidtii) — вид комах з родини Phaneropteridae.

## Морфологічні ознаки
Довжина тіла (у самиці — не враховуючи довжини яйцекладу) 15-22 мм. Зелені з бурими цятками. Вусики щетинкоподібні, довші за тіло, у обох статей з світлими кільцями. Передньоспинка циліндрична (самиця) чи різко сідлоподібна (самець). У самців на задному, припіднятому краю передньоспинки добре виражена бурувато-червона оторочка. Короткокрилі: надкрила виступають з-під передньоспинки, однотонно бурі, іноді по боках з чорними поздовжніми смугами та білою оторочкою. Яйцеклад самиці короткий (7–9 мм), поблизу вершини сильно зазубрений, від основи зубців по нижньому краю прямий. Складка поблизу основи нижньої стулки яйцекладу округла та горбкоподібна. У самців тонкі серпоподібні церки, не розширені в дистальній третині, закінчуються маленьким шипом. Характерною ознакою обох статей є добре виражені тонкі шипики на нижній поверхні задніх стегон.

## Поширення
Реліктовий лісовий вид з дизюнктивним ареалом. Поширений у південній, східній Європі, на Кавказі та північно-східному узбережжі Малої Азії. 
В Україні знайдений на Закарпатті та у Карпатах, на Придніпровській височині та у Кримських горах.

## Особливості біології
Генерація однорічна. Зимують у фазі яйця. Личинки з'являються в травні, дорослі особини зустрічаються в липні–вересні. У серпні–вересні відкладають яйця у поздовжні щілини на стеблах рослин. Фітофаги, живляться листям граба, клена, берези та малини. Зустрічаються на трав'янистій рослинності, кущах і молодій порослі дерев на галявинах, вирубках та узліссях листяних лісів. У горах Криму мешкають на яйлах, у Карпатах — на схилах південної експозиції нижнього лісового поясу.

## Загрози та охорона
Зникає внаслідок вирубування листяних лісів, оранки впритул до лісових масивів та перевипасу на узліссях.
Охороняється у заповідниках Карпат та Гірського Криму.